# Microdon flavomarginatus
Microdon flavomarginatus är en tvåvingeart som beskrevs av Charles Howard Curran 1925. Microdon flavomarginatus ingår i släktet myrblomflugor, och familjen blomflugor. Inga underarter finns listade i Catalogue of Life.